# Richard Sammel
Richard Sammel (Heidelberg, 13 de octubre de 1960) es un actor alemán.

## Vida y carrera
Richard Sammel estudió música y teatro en Hildesheim y luego producción en Aix-en-Provence y El Método en Roma. Durante los años ochenta apareció en la compañía de teatro de Hildesheim, Alemania, y en Francia. En 1989 colaboró con el director de teatro Giorgio Barberio Corsetti en Roma, donde conoció a la actriz Susan Strasberg, quien lo ayudó a conseguir su primer filme protagónico en Il Piacere delle Carni. Durante los años 90 vivió en París, en donde interpretó varios papeles de cine, teatro y televisión, incluido el villano de Taxi. Desde entonces participaría en grandes producciones internacionales como La vida es bella, como el terrorista Adolph Gettler en Casino Royale y el sargento Werner Rachtmann en Inglourious Basterds, de Quentin Tarantino.

## Filmografía selecta
- El húsar en el tejado (1995)
- La vida es bella (1997)
- Taxi (1998)
- Casino Royale (2006)
- Inglourious Basterds (2009)
- Tres días para matar (2014)
- The Strain (2014–2017, serie de televisión
- La directora de orquesta (2018), de Maria Peters
- The Name of the Rose (2019), serie de televisión de la cadena RAI
- The Head (2020)
- Maradona, sueño bendito (2021) como Udo Lattek, entrenador del F. C. Barcelona[3]